# Marchołt (chrząszcz)
Marchołt (Gnaptor spinimanus) – gatunek chrząszcza z rodziny czarnuchowatych. Gatunek palearktyczny, stepowy, występuje w południowo-wschodniej Europie. Przez Polskę przebiega północna granica zasięgu tego gatunku; znany jest z dwóch stanowisk: Zwierzyńca na Roztoczu i okolic Hrubieszowa na Wyżynie Lubelskiej. Umieszczony w Polskiej Czerwonej Księdze Zwierząt.
Imagines mają długość 18–25 mm. Pokrywy mocno wysklepione, zrośnięte. Szerokie pseudoepipleury. Barwa ciała smolistoczarna.